# Joey van der Velden
Joey Johannes IJsbrand Henri van der Velden (Schiedam, 13 februari 1987) is een Nederlandse acteur, televisiepresentator, stemacteur en radio-dj.

## Biografie
Al tijdens de havo op Het College Vos in Vlaardingen acteerde Van der Velden regelmatig. Hij volgde jarenlang theaterles op het Jeugdtheater Hofplein en speelde hiervoor in een aantal theatervoorstellingen mee. Later heeft hij diverse (gast)rollen op televisie gespeeld. Van der Velden was te zien in speelfilms als Ellis in Glamourland en Minoes, en in series als Luifel & Luifel, Toen was geluk heel gewoon en Onderweg naar Morgen. In 2002 speelde hij de rol van Melvin in de NPS-telefilm Zo gedaan. Ook was hij te zien in gastrollen in Rozengeur & Wodka Lime. Na deze gastrollen kreeg hij van 2003 tot 2005 een vaste rol in de BNN-televisieserie Costa!. Hier was hij in het derde en vierde seizoen te zien als propper Danny. Ook heeft hij lange tijd gewerkt bij de lokale omroep van Vlaardingen.
Van 2004 tot 2013 was Van der Velden te zien in de Nederlandse televisieserie Kinderen geen bezwaar als Daan van Doorn. Ook was hij te zien in het programma Jetix Studio (eerst samen met Nicolette van Dam en daarna met Sita Vermeulen) en bij de AVRO het programma ZipZoo: WorldWide.
In het voorjaar van 2009 was Van der Velden te zien in de televisieserie De hoofdprijs op SBS6 en in 2010 als Hanco in de film Sint van Dick Maas.
Vanaf de zomer van 2011 tot en met de zomer van 2016 was Van der Velden te horen als radiopresentator op het Nederlandse radiostation Qmusic. Eerst als invaller in de nacht en vanaf oktober 2011 kreeg hij een vast programma op de zondagmiddag. Later presenteerde hij op zaterdag en zondag een programma van 18.00 tot 21.00 uur. Vanaf november 2013 presenteerde hij de middagshow (officieuze titel De Muzikale Jungle) in het weekend van 16.00 tot 19.00 uur.
In januari 2018 keerde Van der Velden terug op de radio bij SLAM!. Eerst als invaller en later met een vast programma van 6.00 tot 9.00 uur. Per 31 augustus 2020 werd zijn plek overgenomen door Martijn La Grouw in de ochtend. Wel bleef hij nog enige tijd aan het station verbonden als invaller.
In april 2022 keerde Van der Velden op invalbasis terug bij Qmusic, waarna hij begin 2024 weer een vast programma kreeg op de zaterdag- en zondagavond van 18.00 tot 21.00 uur.
Van der Velden leende zijn stem ook aan de Efteling-attractie Symbolica. In de darkride is hij verspreid over de rit te horen als Pardoes de Tovernar en het koksmaatje Polle.

## Radio
| Periode                      | Omroep | Programma          | Uitzendtijd                                                 |
| ---------------------------- | ------ | ------------------ | ----------------------------------------------------------- |
| zomer 2011 – zomer 2016      | Qmusic | De Muzikale Jungle | invaller in de nacht, vanaf oktober 2011 ook in het weekend |
| januari 2018 – augustus 2020 | SLAM!  | Early Birds        | ma t/m do 06.00 – 09.00 uur                                 |